# Estación de Roda de Mar
La estación de Roda de Mar es un apeadero ferroviario situado en el municipio español de Roda de Bará, en la provincia de Tarragona, comunidad autónoma de Cataluña. Cuenta con servicios de media distancia.

## Situación ferroviaria
Se encuentra ubicada en el punto kilométrico 612,1 de la línea férrea de ancho ibérico que une Madrid con Barcelona a 61 metros de altitud, entre las estaciones de Roda de Bará y de San Vicente de Calders. Tras sufrir varios reinicios en su kilometraje, en Zaragoza, Lérida y La Plana-Picamoixons, el p.k. refleja desde ese punto y hasta Barcelona la distancia tomando Madrid como kilómetro cero. 

## Historia
El ferrocarril llegó a Roda de Mar desde el este, a principio de 1883 con la apertura del tramo Valls-Calafell de la línea que pretendía unir Barcelona con Valls aunque finalmente se prolongó hasta Picamoixons. Para la construcción de esta línea férrea se creó en 1878 la Compañía del Ferrocarril de Valls a Vilanova y Barcelona. En 1881, la titular de la concesión cambió su nombre a compañía de los Ferrocarriles Directos de Madrid y Zaragoza a Barcelona persiguiendo con ello retos mayores que finalmente no logró alcanzar ya que acabó absorbida por la Compañía de los ferrocarriles de Tarragona a Barcelona y Francia o TBF en 1886. Esta a su vez acabó en manos de la gran rival de Norte, MZA, en 1898. MZA mantuvo la gestión de la estación hasta que en 1941 se produjo la nacionalización del ferrocarril en España y todas las compañías existentes pasaron a integrarse en la recién creada RENFE. 
Desde el 31 de diciembre de 2004 Renfe Operadora explota la línea mientras que Adif es la titular de las instalaciones ferroviarias.

## La estación
A diferencia de la estación de Roda de Bará, Roda de Mar se encuentra plenamente integrada en el núcleo urbano de la localidad, en el casco antiguo. De ese aspecto deriva una de sus singularidades, y es que dispone de un paso a nivel, situado muy cerca del único andén del recinto, el cual durante muchos años se activó manualmente para detener el tráfico de la única vía férrea que llega a la estación. Fue de hecho el último paso a nivel que contó con guardabarrera en España hasta que fue sustituido por unas barreras automatizadas el 1 de octubre de 2012. La localización en la estación, así como la imposibilidad de habilitar un paso elevado o subterráneo que evitara el cruce a nivel prolongó durante mucho tiempo la figura del guardabarrera ya que las autoridades locales veían con desconfianza la utilización de sistemas automatizados. Dado su valor histórico las barreras y los mecanismos que la accionaban han sido preservados por la Fundación de los Ferrocarriles Españoles.

## Servicios ferroviarios

### Media Distancia
Los servicios de Media Distancia que ofrece Renfe tienen como principales destinos Barcelona y Lérida.
| Línea MD | Trenes                   | Origen/Destino                       |  | Destino/Origen                                       | Equivalente Rodalies de Catalunya |
| -------- | ------------------------ | ------------------------------------ |  | ---------------------------------------------------- | --------------------------------- |
| 35       | Regional Regional Exprés | Lérida Pirineos La Plana-Picamoixons |  | Barcelona-Estación de Francia San Vicente de Calders |                                   |